# Evelyne Polt-Heinzl
Evelyne Polt-Heinzl (* 22. April 1960 in Braunau am Inn) ist eine österreichische Literaturwissenschaftlerin und -kritikerin sowie Kuratorin.
Evelyne Polt-Heinzl studierte Germanistik und Politikwissenschaft in Salzburg und Wien. 2017 wurde sie mit dem Österreichischen Staatspreis für Literaturkritik ausgezeichnet. Die Verleihung fand am 12. Dezember durch Bundesminister Thomas Drozda statt, die Laudatio hielt Konstanze Fliedl.

## Ausstellungen
- 12. Oktober 2006 – 21. Januar 2007: Affairen und Affekte. Kuratiert von Evelyne Polt-Heinzl und Gisela Steinlechner. Theatermuseum (Wien)[3]
- 3. Mai bis 17. Juni 2007: dasselbe, Bratislava[4]
- 1. September – 28. Oktober 2007: dasselbe, Literaturhaus Berlin
- 14. November 2007 – 13. April 2008: Arthur Schnitzler – Amori e affetti, Triest[5]
- 25. Juni bis 22. August 2008: Affairen und Affekte, wie oben, Stifterhaus, Linz[4]
- 20. Juni – 2. September 2012: Affairen und Affekte. Zum 150. Geburtstag von Arthur Schnitzler. Erweiterte Ausgabe der vorigen Ausstellung, Museum Strauhof.[6]
- 2010: als Kuratorin im Goethe-Haus / Freies Deutsches Hochstift in Frankfurt am Main: Wie stellt man Literatur aus? Sieben Positionen zu Goethes Wilhelm Meister[7]

## Publikationen
- Die Chefin. Eine literarische Besichtigung. Picus Verlag, Wien 2003, ISBN 3-85452-455-2.
- Zum Dichten gehört Beschränkung. Hertha Kräftner, ein literarischer Kosmos im Kontext der frühen Nachkriegszeit. Edition praesens, Wien 2004, ISBN 3-7069-0263-X.
- Bücher haben viele Seiten. Leser haben viele Leben. Sonderzahl, Wien 2004, ISBN 3-85449-225-1.
- Zeitlos - Neun Porträts. Von der ersten Krimiautorin Österreichs bis zur ersten Satirikerin Deutschlands. Milena Verlag, Wien 2005, ISBN 3-85286-129-2.
- Ich hör' dich schreiben. Eine literarische Geschichte der Schreibgeräte. Zeichnungen von Franz Blaas, Sonderzahl, Wien 2007, ISBN 978-3-85449-270-2.
- Einstürzende Finanzwelten. Markt, Gesellschaft und Literatur. Nachwort von Wolfgang Polt, Illustrationen von Thomas Kussin, Sonderzahl, Wien 2009, ISBN 978-3-85449-322-8.
- Österreichische Literatur zwischen den Kriegen. Plädoyer für eine Kanonrevision, Sonderzahl, Wien 2012, ISBN 978-3-85449-380-8.
- Ringstraßenzeit und Wiener Moderne. Porträt einer literarischen Epoche des Übergangs, Sonderzahl, Wien 2016, ISBN 978-3-85449-440-9.
- Die grauen Jahre. Österreichische Literatur nach 1945 – Mythen, Legenden, Lügen, Sonderzahl, Wien 2018, ISBN 978-3-85449-491-1.
- mit Roland Innerhofer: Peter Altenberg – prophetischer Asket mit bedenklichen Neigungen. Picus, Wien 2011, ISBN 978-3-7117-5025-9.

### Als Herausgeberin
- Mit Christine Schmidjell: Das liebe Geld, mit 19 Abbildungen, Philipp Reclam jun., Stuttgart 1998, ISBN 3-15-009728-2.
- Mit Christine Schmidjell: Der Weihnachtsmann Eine literarische Bescherung, Philipp Reclam jun., Stuttgart 1999, ISBN 3-15-040043-0.
- Elfriede Jelinek: Wolken. Heim. Mit einem Nachwort von Evelyne Polt-Heinzl. Reclam, Stuttgart 2000, ISBN 3-15-018074-0.
- Gute Gedanken für alle Tage, Philipp Reclam jun., Stuttgart 2003, ISBN 3-15-010534-X.
- Arthur Schnitzler: Anatol. Historisch-kritische Ausgabe. Hrsg. von Evelyne Polt-Heinzl und Isabella Schwentner unter Mitarbeit von Gerhard Hubmann. Berlin, Boston: De Gruyter 2012, ISBN 978-3-11-027343-4.
- Mit Erich Hackl: Im Kältefieber. Februargeschichten 1934. Picus, Wien 2014, ISBN 978-3-7117-2009-2.
- Die Generation nach 1960. Texte österreichischer AutorInnen. Bibliothek der Provinz, Weitra 2015, ISBN 978-3-99028-503-9.
- Friederike Manner: Die dunklen Jahre, Roman. Hrsg. und mit einem Nachwort von Evelyne Polt-Heinzl. Edition Atelier, Wien 2019, ISBN 978-3-99065-008-0.
- Oskar Jan Tauschinski: Talmi, Roman. Hrsg. und mit einem Nachwort von Evelyne Polt-Heinzl. Edition Atelier, Wien 2019, ISBN 978-3-99065-018-9.
- Hans Flesch-Brunningen: Perlen und schwarze Tränen, Roman. Hrsg. und mit einem Vorwort von Evelyne Polt-Heinzl. Edition Atelier, Wien 2020, ISBN 978-3-99065-038-7.
- Martina Wied: Das Krähennest, Roman. Hrsg. und mit einem Nachwort von Evelyne Polt-Heinzl. Edition Atelier, Wien 2021, ISBN 978-3-99065-050-9.